# 小行星10584
小行星10584（10584 Ferrini）是一颗绕太阳运转的小行星，为主小行星带小行星。该小行星于1996年4月14日发现。

## 轨道参数
小行星10584的轨道半长轴为2.3903344 UA，离心率为0.209。